# 光叶碗蕨
光叶碗蕨（学名：Dennstaedtia scabra var. glabrescens）为姬蕨科碗蕨属下的一个变种。

## 扩展阅读
- 維基物種上的相關：光叶碗蕨